# Платеозавр
Платеозавр (Plateosaurus) — рід прозауроподів, ящеротазових динозаврів. Платеозаври жили протягом пізнього тріасового періоду на території нинішньої Центральної й Північної Європи та Гренландії.
Ці великі тварини (завдовжки до 8 м і вагою близько 700 кг) мали масивне тіло й довгу шию з невеликою плоскою головою. Задні ноги були набагато довші за передні. Ходили платеозаври на 4 ногах, але могли вставати на задні ноги. П'ятипалі передні лапи були пристосовані не тільки для пересування, але й для хапання.
Найімовірніше, цей ящер полюбляв рослинну їжу, але міг їсти й тваринну.